# پومارو مونفراتو
پومارو مونفراتو (به ایتالیایی: Pomaro Monferrato) یک کومونه در ایتالیا است که در استان آلساندریا واقع شده‌است.

## خصوصیات
پومارو مونفراتو ۱۳٫۵۶ کیلومترمربع مساحت و ۳۸۶ نفر جمعیت دارد و ۱۴۲ متر بالاتر از سطح دریا واقع شده‌است.